# Eléni Kiósi
Eléni Kiósi (en grec moderne : Ελένη Κιόση) est une joueuse grecque de volley-ball née le 27 février 1985 à Évosmos, dans l'agglomération de Thessalonique. Elle mesure 1,84 m et joue au poste d'attaquante. Elle totalise 86 sélections en équipe de Grèce.

## Clubs
| Club                    | De        | À         |
| ----------------------- | --------- | --------- |
| Aiantas Evosmou         | 1999-2000 | 2004-2005 |
| Apollonios              | 2005-2006 | 2005-2006 |
| Olympiakos Le Pirée     | 2006-2007 | 2007-2008 |
| Peiramatiko             | 2009-2010 | 2009-2010 |
| SAAK Anatolia           | 2010-2011 | 2011-2012 |
| Traxones Alimou         | 2012-2013 | 2012-2013 |
| Terville FOC            | 2013-2014 | 2013-2014 |
| Pallavolo Hermaea Olbia | 2014-2015 | 2014-2015 |
| Pallavolo Filottrano    | 2015-2016 | 2015-2016 |
| Volley Pesaro           | 2016-2017 | 2016-2017 |
| Trentino Rosa           | 2017-2018 | …         |

## Palmarès
- Championnat de Grèce
  - Finaliste : 2007, 2008.
- Coupe de Grèce
  - Finaliste : 2002, 2009.